# Bandera de la Comunidad Oso
La Bandera Internacional de la Comunidad Oso fue diseñada para representar a la subcultura oso dentro de la  comunidad LGBT. Los colores de la bandera —marrón oscuro, naranja cobrizo, amarillo dorado, color cuero, blanco, gris, y negro— hacen referencia al tono de piel de los distintos osos animales del mundo. Aunque no necesariamente se refiere al color de la piel o del cabello humanos, la bandera fue diseñada teniendo en cuenta la inclusión. La cultura oso gay defiende las características del sexo secundario como el crecimiento del vello corporal y vello facial, elementos considerados como típicos dentro de la cultura oso.

## Historia
Craig Byrnes diseñó la bandera del orgullo oso en 1995. La tesis de Byrnes para su título universitario en psicología consistió en el diseño de un proyecto sobre la cultura oso, la cual tuvo su esplendor a principios de 1980, cultura que el propio Byrnes conocía de primera mano. Pensó que el diseño de una bandera representaría mejor a la comunidad, por lo que la incluyó como resultado de su investigación. Para ello, recibió la ayuda de otro miembro influyente de la comunidad oso. Diseñó cuatro variantes con la máquina de coser. A Byrnes le concedieron la exposición de las cuatro banderas tamaño 3'×5' en el evento Chesapeake Bay Bears "Bears of Summer", en julio de 1995.
El diseño ganador, creado por Paul Witzkoske, consiste en simples rayas horizontales  con la impresión de una huella de oso en la esquina superior izquierda — un diseño similar a la bandera del orgullo leather. Los colores representan los colores de la piel y las nacionalidades de los distintos osos del mundo con fines reivindicativos. Se trata de una marca registrada.

## Galería

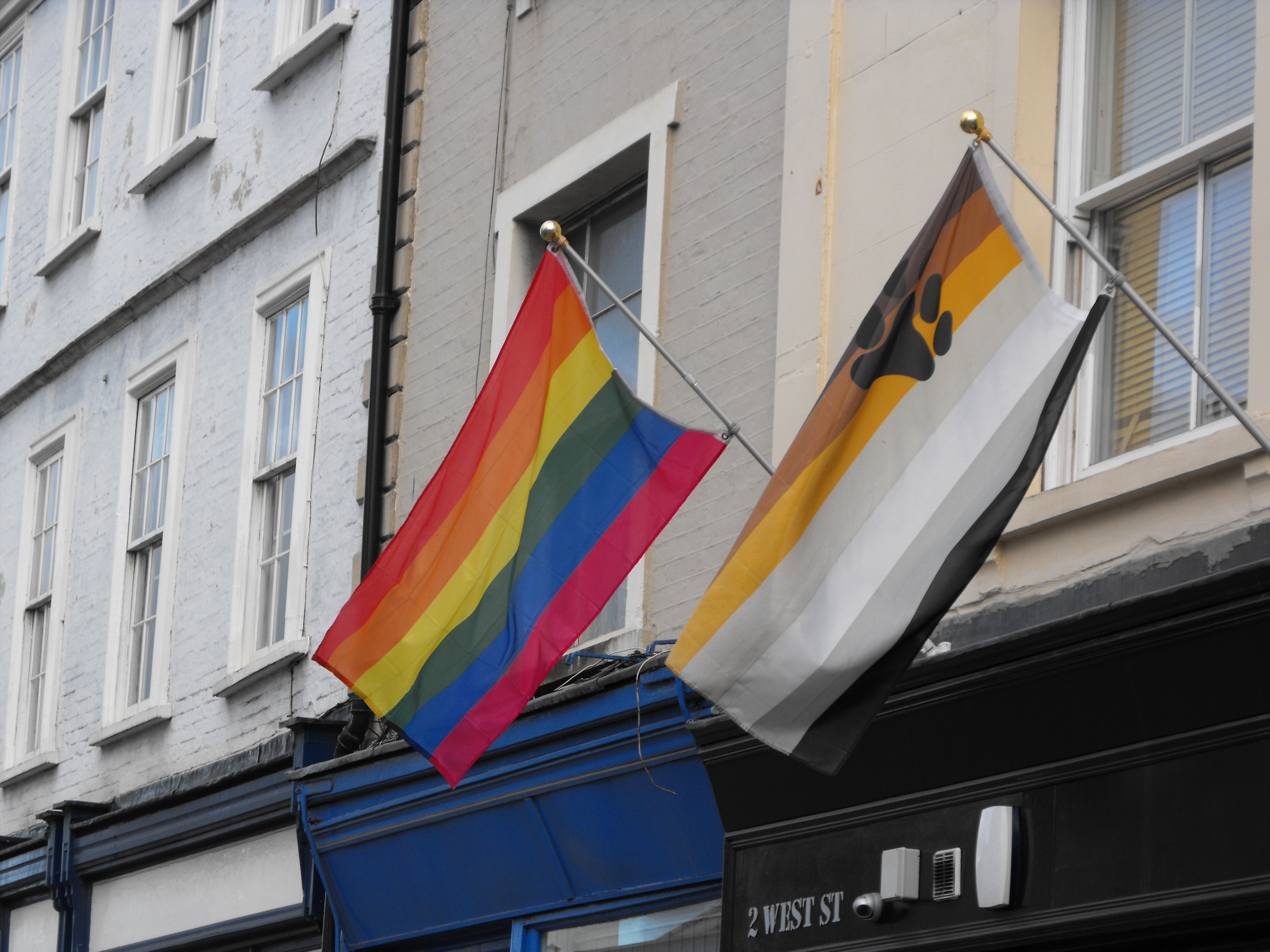
La bandera oso junto a la bandera LGBT.
Una versión australiana usando la huella de oso.
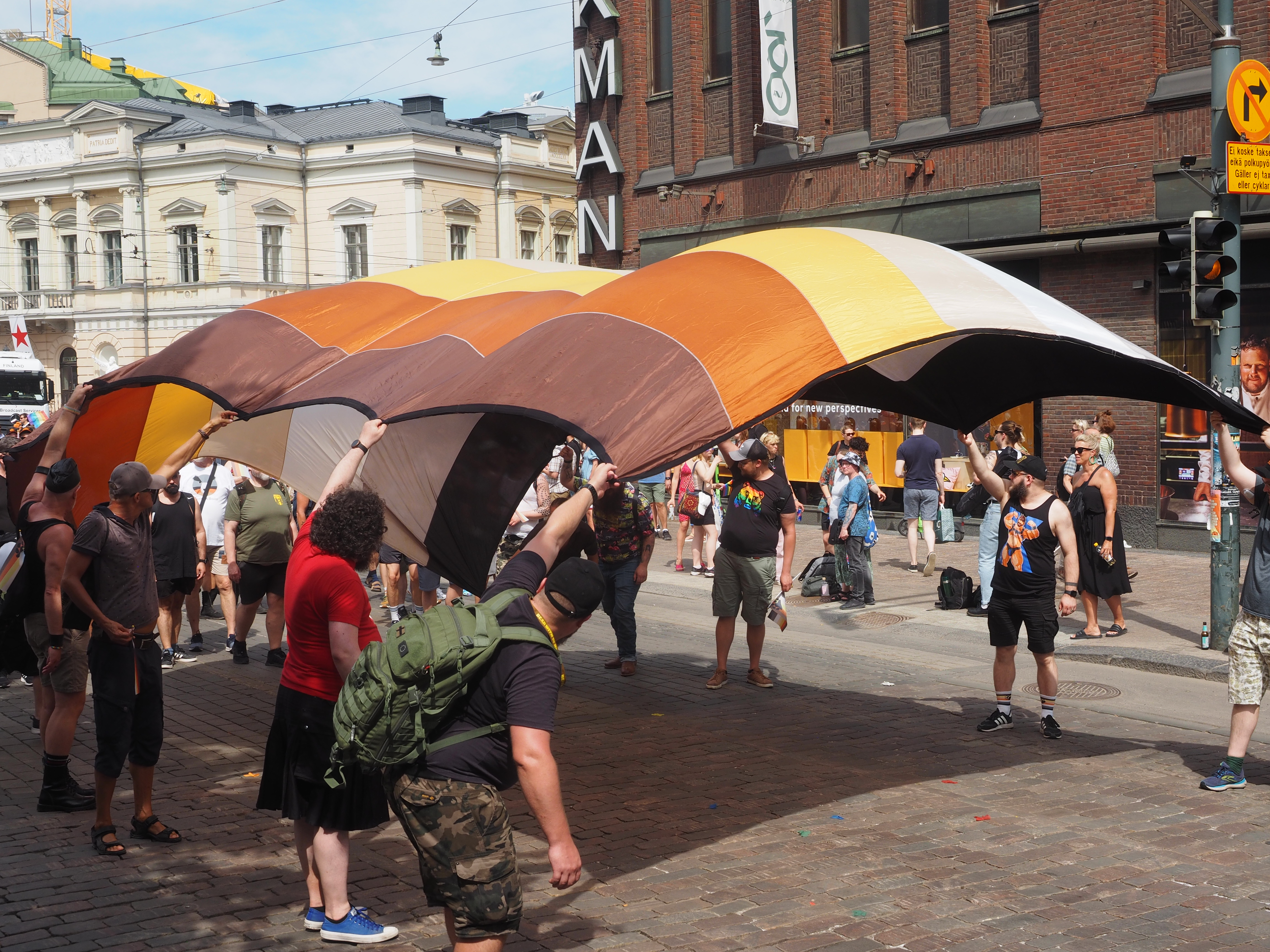
Bandera oso desplegada en la marcha del Orgullo de Helsinki de 2022.
Placa conmemorativa en Washington, D.C. sobre la historia de la bandera oso.